# Empleurum unicapsulare
Empleurum unicapsulare là một loài thực vật có hoa trong họ Cửu lý hương. Loài này được (L. f.) Skeels mô tả khoa học đầu tiên năm 1911.

## Hình ảnh

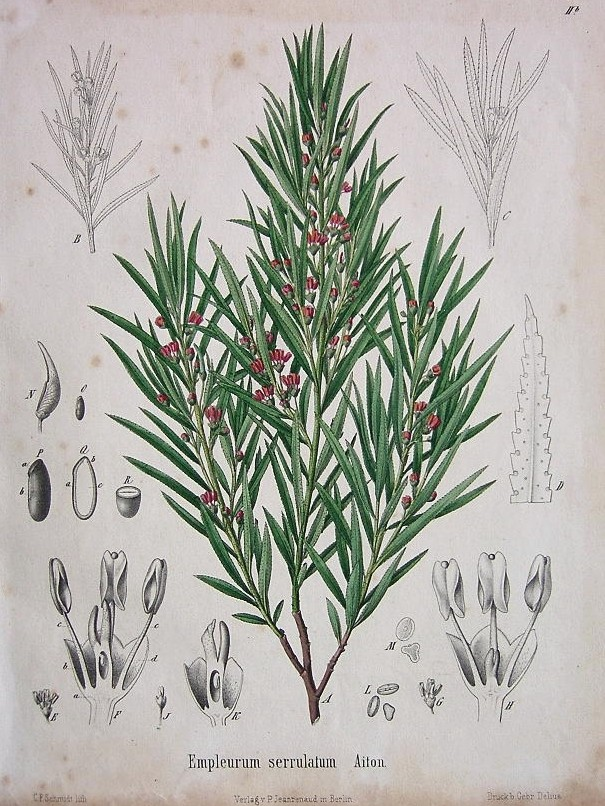
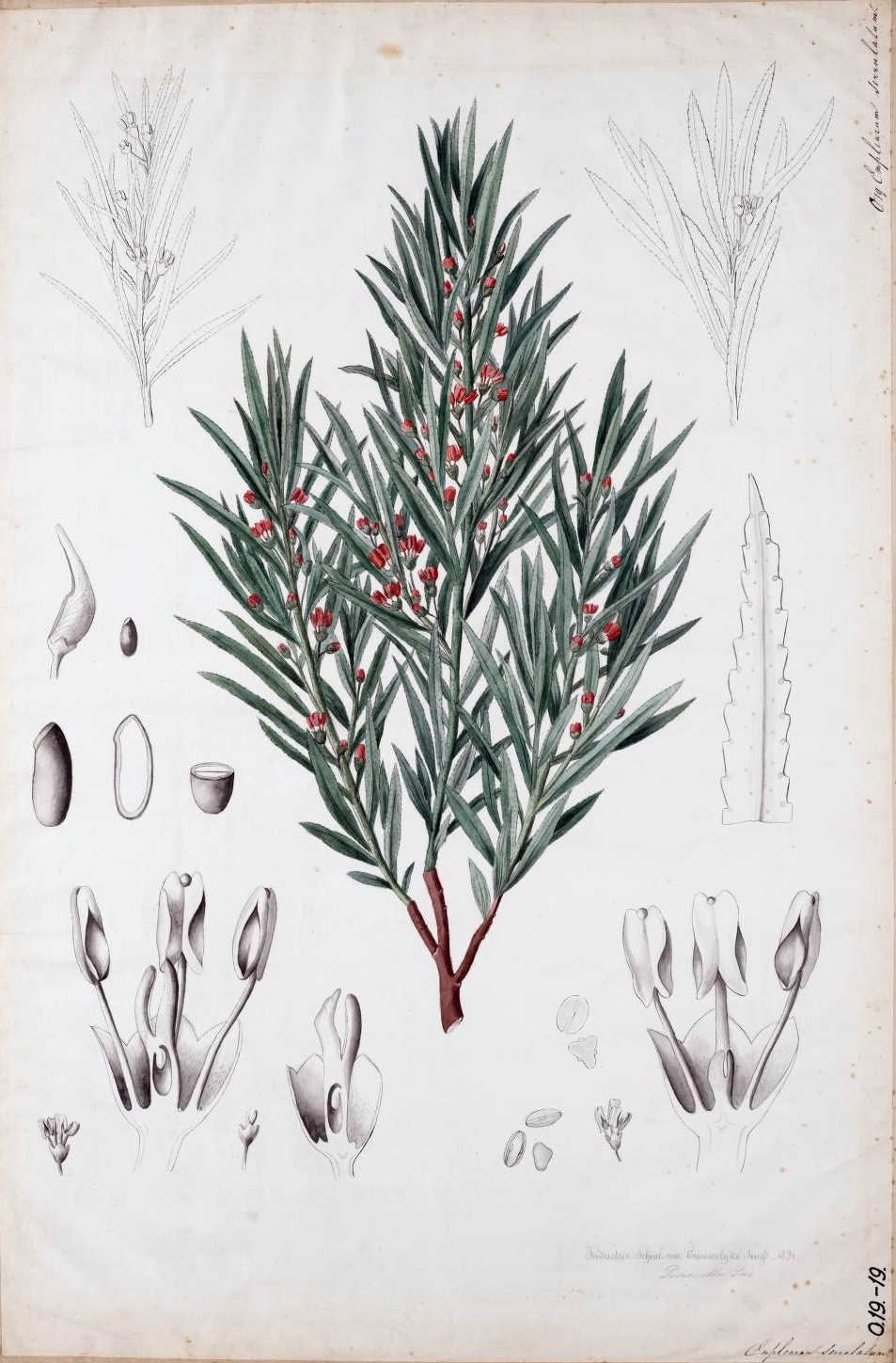